# Vallbona d’Anoia
Vallbona d'Anoia – gmina w Hiszpanii, w prowincji Barcelona, w Katalonii, o powierzchni 6,47 km². W 2011 roku gmina liczyła 1432 mieszkańców.